# Circuit de la Sarthe
Circuit de la Sarthe – tor wyścigów samochodowych znajdujący się w miejscowości Le Mans we Francji. Tor w dużej części korzysta z lokalnych dróg na co dzień wykorzystywanych w publicznym ruchu. Tor ten słynie głównie z wyścigu 24h Le Mans rozgrywanego od 1923 roku. Jest to jeden z najdłuższych torów wyścigowych na świecie - w aktualnej konfiguracji ma on długość 13,63 km.
W latach osiemdziesiątych na prostej Mulsanne Straight kierowcy potrafili osiągnąć prędkość dochodzącą do 400 km/h. Dlatego w celu zwiększenia bezpieczeństwa przed wyścigiem w 1990 roku dodano na tej 6-kilometrowej prostej dwie szykany.
W 1965 roku dobudowano mniejszy, w całości wykorzystujący zamknięte drogi, tor o nazwie Bugatti Circuit. Tor ten wykorzystuje prostą startową i kilka pierwszych zakrętów dłuższej wersji i ma długość 4,18 km. Odbywają się na nim wyścigi MotoGP oraz DTM. W roku 1967 odbyło się tu też Grand Prix Francji Formuły 1.

## ZwycięzcyGrand Prix Francji Formuły 1na torze Circuit de la Sarthe
| Sezon | Kierowca     | Zespół        |        |
| ----- | ------------ | ------------- | ------ |
| 1967  | Jack Brabham | Brabham-Repco | Wyniki |